# Liste des sites classés et inscrits du Morbihan

Le département du Morbihan en rouge sur la carte

La liste des sites classés du Morbihan présente les sites naturels classés du département du Morbihan.

## Liste
Les critères sur lesquels les sites ont été sélectionnés sont désignés par des lettres, comme suit :
- TC : Tout critère
- A : Artistique
- P : Pittoresque
- S : Scientifique
- H : Historique
- L : Légendaire

| Commune                                             | Site | Description | Date du classement | Arrêté (A) / Décret (D) | Critère de classement | Géolocalisation             | Superficie(ha) | Autres labels | Illustration |
| --------------------------------------------------- | --- | ----------- | ------------------ | ----------------------- | --------------------- | --------------------------- | -------------- | ------------- | ------------ |
| Arzal                                               | L'ensemble de Broël-sur-Vilaine |             | 13 août 1962       | A                       | P                     | 47° 30′ 14″ N, 2° 24′ 20″ O | 98,95          |               |              |
| Arzon                                               | Le moulin de Pen-Castel, parcelle 1bis section D |             | 6 novembre 1933    | A                       | TC                    | 47° 33′ 06″ N, 2° 52′ 10″ O | 0,01           |               |              |
| Arzon, Saint-Gildas-de-Rhuys                        | L'ensemble formé par le site littoral de Kerjouanno-Kervert ainsi que le domaine public maritime correspondant |             | 14 décembre 1977   | D                       | P                     | 47° 31′ 50″ N, 2° 52′ 10″ O | 260            |               |              |
| Bangor, Locmaria, Le Palais, Sauzon                 | L'ensemble formé par les sites côtiers de Belle-Île-en-Mer ainsi que le domaine public maritime correspondant |             | 15 janvier 1978    | D                       | P                     | 47° 17′ 34″ N, 3° 11′ 45″ O | 2 000          |               |              |
| Belz                                                | Le site de Saint-Cado, constitué par les parcelles cadastrales 1, 2, 4 et 5 comprenant la chapelle, le calvaire, le placître et la fontaine et appartenant à la commune                                                                           |             | 5 mai 1936         | A                       | TC                    | 47° 41′ 12″ N, 3° 11′ 04″ O | 0,42           |               |              |
| Brech                                               | L'ensemble formé par le Champ des Martyrs, l'avenue qui le précède depuis la route d'intérêt commun no 20, et le calvaire, comprenant les parcelles cadastrales 63 à 65 et appartenant à la commune                                               |             | 9 mars 1943        | A                       | TC                    | 47° 41′ 10″ N, 2° 59′ 27″ O | 1,5            |               |              |
| Campénéac                                           | L'ensemble formé par les sites de la butte de Tiot et du château de Trécesson y compris l'allée de chênes qui l'accompagnent |             | 10 janvier 1967    | A                       | P                     | 47° 59′ 08″ N, 2° 16′ 05″ O | 44,8           |               |              |
| Carnac                                              | Au village de Saint-Colomban qui est inscrit sur l'Inventaire, la parcelle 949 section P sur laquelle se trouve située la fontaine de Saint-Colomban                                                                                              |             | 24 mai 1966        | A                       | P                     | 47° 34′ 25″ N, 3° 05′ 29″ O | 1,3            |               |              |
| Caudan                                              | L'ensemble formé par le placître de la chapelle de la Vérité et la plantation de châtaigniers entourant cette chapelle |             | 3 juin 1932        | A                       | TC                    | 47° 49′ 19″ N, 3° 22′ 57″ O | 0,01           |               |              |
| La Chapelle-Caro                                    | Le château de Crévy et ses abords |             | 27 décembre 1933   | A                       | TC                    | 47° 52′ 18″ N, 2° 25′ 31″ O | 3              |               |              |
| Cournon                                             | Les tablettes de Cournon |             | 29 novembre 1932   | A                       | TC                    | 47° 45′ 27″ N, 2° 07′ 28″ O | 3              |               |              |
| Cruguel                                             | L'if situé au carrefour de la route Josselin-Vannes et du chemin Cruguel-Guéhenno, devant le pignon façade de la chapelle Saint-Yves |             | 24 septembre 1934  | A                       | TC                    | 47° 52′ 36″ N, 2° 36′ 15″ O |                |               |              |
| Le Faouët                                           | Les parties nord et est du site de la chapelle Sainte-Barbe |             | 18 mars 1939       | D                       | TC                    | 48° 02′ 34″ N, 3° 28′ 46″ O | 21             |               |              |
| Le Faouët                                           | La place Plantée, comportant une double rangée d'ormeaux disposés parallèlement et au sud des Vieilles-Halles |             | 21 octobre 1931    | A                       | TC                    | 48° 01′ 56″ N, 3° 29′ 23″ O |                |               |              |
| La Gacilly                                          | La Pierre piquée en bordure du chemin G.C. no 7 à l'entrée du bourg |             | 22 décembre 1932   | A                       | TC                    | 47° 45′ 51″ N, 2° 08′ 18″ O | 0,15           |               |              |
| Gâvres, Plouhinec                                   | Le site littoral des dunes et étangs, ainsi que le domaine public maritime correspondant, d'une part sur une profondeur de 500 mètres en direction du large, à partir de la limite terrestre, d'autre part, sur la petite mer de Gâvres           |             | 22 novembre 1977   | D                       | P                     | 47° 41′ 48″ N, 3° 18′ 20″ O | 1 328          |               |              |
| Glénac, Saint-Vincent-sur-Oust, Bains-sur-Oust (35) | L'ensemble formé par le site de l'Île-aux-Pies |             | 18 mai 1981        | D                       | P                     | 47° 42′ 50″ N, 2° 07′ 15″ O |                |               |              |
| Gourin                                              | L'ensemble formé par le rocher dit Roch an Ankou et ses abords |             | 22 septembre 1956  | A                       | P                     | 48° 09′ 17″ N, 3° 38′ 57″ O | 4,66           |               |              |
| Groix                                               | Deux zones côtières, situées l'une à l'ouest et au sud de l'île, l'autre dans la partie est (pointe des Chats) |             | 5 novembre 1976    | D                       | TC                    | 47° 37′ 25″ N, 3° 25′ 58″ O | 347            |               |              |
| Groix                                               | L'ensemble formé par le domaine public maritime |             | 22 juillet 1977    | A                       | TC                    | 47° 39′ N, 3° 27′ O         | 600            |               |              |
| Guéhenno                                            | Les arbres du cimetière |             | 8 mai 1928         | A                       | A                     | 47° 53′ 30″ N, 2° 38′ 19″ O |                |               |              |
| Guern                                               | L'if du placître de la chapelle Notre-Dame-de-Quelven, face à la Scala Sancta |             | 8 août 1931        | A                       | TC                    | 48° 01′ 44″ N, 3° 03′ 49″ O |                |               |              |
| Hennebont                                           | La promenade de la Terre au Duc, y compris la Tour des Carmes et ses abords |             | 22 mars 1939       | A                       | TC                    | 47° 48′ 26″ N, 3° 16′ 46″ O | 1,8            |               |              |
| Hœdic                                               | Le site côtier de l'île d'Hoëdic ainsi que le domaine public maritime correspondant |             | 13 juin 1979       | D                       | P                     | 47° 19′ 50″ N, 2° 52′ 55″ O | 192            |               |              |
| Île-d'Houat                                         | L'archipal de Houat, les îles et les îlots inhabités ainsi que l'île principale sauf la partie centrale inscrite |             | 31 janvier 1981    | D                       | P                     | 47° 22′ 13″ N, 2° 56′ 44″ O | 225            |               |              |
| Inguiniel                                           | Le vieux chêne situé sur la place au nord de l'église et l'if du cimetière de l'angle sud-ouest contre le mur de clôture (abattu en 1945 en raison du danger représenté par sa décrépitude)                                                       |             | 8 août 1931        | A                       | TC                    | 47° 58′ 39″ N, 3° 16′ 55″ O |                |               |              |
| Josselin                                            | L'ensemble formé par le parc et les abords du château |             | 8 décembre 1948    | A                       | H                     | 47° 57′ 09″ N, 2° 32′ 50″ O | 2,6            |               |              |
| Kervignac, Lanester                                 | Le pont du Bonhomme, qui donne passage sur le Blavet au chemin vicinal no 94 reliant les communes de Kervignac et de Lanester |             | 17 mars 1934       | A                       | TC                    | 47° 45′ 53″ N, 3° 18′ 07″ O |                |               |              |
| Landaul                                             | L'if et le lec'h du IXe siècle situés sur la place de l'église |             | 23 octobre 1931    | A                       | TC                    | 47° 44′ 53″ N, 3° 04′ 31″ O |                |               |              |
| Lanvaudan                                           | L'ensemble formé par l'église et le cimetière |             | 16 juillet 1969    | A                       | P                     | 47° 53′ 58″ N, 3° 15′ 45″ O | 0,4            |               |              |
| Larmor-Baden                                        | Le marais de Pen-en-Toul |             | 1er octobre 1990   | D                       | SP                    | 47° 35′ 41″ N, 2° 53′ 51″ O | 30             |               |              |
| Larmor-Plage                                        | L'ensemble formé par la fontaine Notre-Dame, du XVIIIe siècle, avec l'escalier qui y donne accès, les murets avec mur dosseret comportant niche et fronton, et la vasque placée à gauche                                                          |             | 8 août 1931        | A                       | TC                    | 47° 42′ 19″ N, 3° 23′ 02″ O |                |               |              |
| Larmor-Plage                                        | Les quatre ormeaux situés sur la place de l'église |             | 5 mai 1933         | A                       | TC                    | 47° 42′ 21″ N, 3° 22′ 57″ O |                |               |              |
| Locmariaquer                                        | Le square attenant au chevet de l'église |             | 23 avril 1934      | A                       | TC                    | 47° 34′ 09″ N, 2° 56′ 38″ O | 0,02           |               |              |
| Lorient                                             | L'ensemble constitué par la chapelle Saint-Christophe et le promontoire rocheux sur lequel elle est bâtie |             | 21 octobre 1931    | A                       | TC                    | 47° 45′ 36″ N, 3° 21′ 52″ O | 0,2            |               |              |
| Loyat                                               | L'ensemble formé par les abords du château |             | 20 novembre 1967   | A                       | P                     | 47° 59′ 43″ N, 2° 24′ 25″ O | 14,89          |               |              |
| Malansac                                            | Le site du Gueuzon, comprenant la partie sud de la parcelle 70 section A, sur une largeur de 80 mètres |             | 8 août 1938        | A                       | TC                    | 47° 42′ 11″ N, 2° 20′ 14″ O | 0,03           |               |              |
| Malansac, Pluherlin, Rochefort-en-Terre             | L'ensemble formé par les Grées de Lanvaux |             | 12 janvier 1983    | D                       | P                     | 47° 42′ 14″ N, 2° 20′ 54″ O | 206,3          |               |              |
| Missiriac                                           | L'ensemble formé par le placître de l'église |             | 1er octobre 1970   | A                       | P                     | 47° 50′ 12″ N, 2° 21′ 03″ O | 0,56           |               |              |
| Mohon                                               | L'ensemble formé par le camp des Rouëts |             | 22 septembre 1975  | D                       | P                     | 48° 02′ 29″ N, 2° 30′ 54″ O | 1,91           |               |              |
| Noyal-Pontivy                                       | L'ensemble formé par la chapelle Sainte-Noyale et ses abords |             | 16 mars 1943       | A                       | TC                    | 48° 04′ 58″ N, 2° 54′ 05″ O | 1,76           |               |              |
| Le Palais                                           | L’îlot du Gros-Rocher situé sur le littoral de Belle-Île-en-Mer |             | 2 septembre 1933   | A                       | TC                    | 47° 19′ 46″ N, 3° 07′ 22″ O | 0,3            |               |              |
| Le Palais                                           | Enceinte fortifiée : partie plantée, faisant promenade municipale, entre la paroi interne de l'enceinte de Vauban et le parement des fortifications du général Marescot, depuis les portes Bangor et Vauban jusqu'au port et à la porte Ramonette |             | 28 juillet 1933    | A                       | TC                    | 47° 20′ 38″ N, 3° 09′ 32″ O |                |               |              |
| Le Palais                                           | L'ensemble formé par le site des remparts |             | 20 décembre 1985   | D                       | P                     | 47° 20′ 38″ N, 3° 09′ 32″ O | 15,25          |               |              |
| Peillac                                             | Les ruines du château de Cranhac |             | 20 juillet 1908    | A                       | A                     | 47° 43′ 26″ N, 2° 13′ 00″ O | 0,6            |               |              |
| Pénestin                                            | La falaise de la Mine d'Or, ainsi qu'une partie du domaine public maritime correspondant |             | 28 septembre 1989  | D                       | SP                    | 47° 28′ 39″ N, 2° 29′ 29″ O | 18,5           |               |              |
| Ploërdut                                            | L'if situé à l'est de l'église, dans l'ancien cimetière appartenant à la commune |             | 22 juillet 1936    | A                       | TC                    | 48° 05′ 14″ N, 3° 17′ 14″ O |                |               |              |
| Ploërmel                                            | Le mur de clôture, le terrain et les arbres de l'ancien cimetière de l'église de Monterrein |             | 28 octobre 1927    | A                       | A                     | 47° 52′ 46″ N, 2° 21′ 29″ O | 0,02           |               |              |
| Ploërmel                                            | Les rochers de la Ville-Bouquet et leurs abords |             | 27 octobre 1938    | D                       | TC                    | 47° 55′ 01″ N, 2° 25′ 58″ O | 0,5            |               |              |
| Pluméliau-Bieuzy                                    | La parcelle no 502 section F, et sur laquelle se trouvent le verger, la plantation et le placître de la chapelle Saint-Nicodème |             | 28 juillet 1933    | A                       | TC                    | 47° 58′ 47″ N, 3° 00′ 47″ O | 3,5            |               |              |
| Pluvigner                                           | L'ensemble formé par le château de Kerlois et ses abords |             | 20 février 1975    | A                       | TC                    | 47° 45′ 00″ N, 2° 58′ 52″ O | 43,81          |               |              |
| Questembert                                         | L'ensemble formé par la chapelle de Lesnoyal avec son petit cimetière, l'if séculaire et la croix seigneuriale du château d'Ereck |             | 21 avril 1938      | A                       | TC                    | 47° 41′ 57″ N, 2° 27′ 29″ O | 0,01           |               |              |
| Questembert                                         | La croix du Congo, type à bannière, située au passage à niveau 415 de la ligne Nantes-Quimper |             | 8 août 1931        | A                       | TC                    | 47° 41′ 05″ N, 2° 28′ 26″ O |                |               |              |
| Questembert                                         | L'if de Saint-Michel, situé dans le cimetière, sur le terrain communal à proximité de la chapelle Saint-Michel |             | 20 octobre 1931    | A                       | TC                    | 47° 39′ 40″ N, 2° 27′ 05″ O |                |               |              |
| Quiberon, Saint-Pierre-Quiberon                     | La Côte Sauvage de la presqu'île de Quiberon en ce qui concerne les terrains communaux et la n° 1663p section I, et à l'exclusion des terrains appartenant à l'État                                                                               |             | 7 mai 1936         | A                       | TC                    | 47° 30′ 14″ N, 3° 09′ 06″ O | 101,5          |               |              |
| Rieux                                               | L'ensemble formé par le château et ses abords |             | 12 octobre 1971    | A                       | TC                    | 47° 35′ 56″ N, 2° 05′ 58″ O | 2              |               |              |
| Rieux                                               | L'ensemble formé par le tronçon de la voie romaine de Kermaria, et ses abords |             | 12 octobre 1971    | A                       | TC                    | 47° 37′ 00″ N, 2° 09′ 11″ O | 0,52           |               |              |
| La Roche-Bernard                                    | La promenade de Lagrée |             | 20 juillet 1908    | A                       | A                     |                             | 1,5            |               |              |
| La Roche-Bernard                                    | La promenade du Ruicard |             | 20 juillet 1908    | A                       | A                     | 47° 31′ 06″ N, 2° 18′ 24″ O | 1,5            |               |              |
| La Roche-Bernard                                    | Le vieux rocher du port |             | 20 juillet 1908    | A                       | A                     | 47° 31′ 06″ N, 2° 18′ 25″ O | 1              |               |              |
| Le Saint                                            | La fontaine Saint-Méen |             | 27 janvier 1934    | A                       | TC                    | 48° 06′ 25″ N, 3° 35′ 27″ O | 0,05           |               |              |
| Le Saint                                            | L'ensemble formé par les n°s de parcelles 629 et 630 section D comprenant la chapelle de Saint-Méen et ses abords |             | 27 janvier 1934    | A                       | TC                    | 48° 06′ 26″ N, 3° 35′ 31″ O | 0,01           |               |              |
| Saint-Allouestre                                    | Les rochers de quartz situés dans le lieu-dit Lande de Guélard |             | 14 octobre 1909    | A                       | A                     |                             | 0,16           |               |              |
| Saint-Dolay                                         | Le placître de la chapelle Sainte-Anne |             | 27 octobre 1931    | A                       | TC                    | 47° 33′ 56″ N, 2° 11′ 45″ O | 0,12           |               |              |
| Saint-Gérand                                        | L'ensemble formé par l'église, la partie nord du cimetière désaffecté, le calvaire, l'if et le monument aux morts |             | 10 mars 1937       | D                       | TC                    | 48° 06′ 30″ N, 2° 53′ 13″ O | 0,06           |               |              |
| Saint-Gildas-de-Rhuys                               | L'ensemble formé par les rochers de la pointe du Grand Mont et le domaine public maritime lui correspondant |             | 22 août 1977       | A                       | TC                    | 47° 29′ 55″ N, 2° 51′ 01″ O | 18             |               |              |
| Saint-Gildas-de-Rhuys                               | Les rochers de Saint-Gildas |             | 20 juillet 1908    | A                       | A                     |                             | 260            |               |              |
| Saint-Jean-Brévelay                                 | Le chêne de Kergain, ou du Pouldu |             | 2 décembre 1909    | A                       | A                     | 47° 51′ 33″ N, 2° 40′ 40″ O |                |               |              |
| Sarzeau                                             | L'ensemble formé par le Château de Kerlevénan, son parc et les terrains en dépendant |             | 24 février 1965    | A                       | P                     | 47° 32′ 22″ N, 2° 43′ 48″ O | 64             |               |              |
| Sauzon                                              | L'ensemble formé par le site du port |             | 23 décembre 1982   | D                       | P                     | 47° 22′ 23″ N, 3° 13′ 09″ O | 90             |               |              |
| Trédion                                             | L'ensemble formé par le château et son parc, parcelles 483 à 488 section A |             | 6 mai 1943         | A                       | TC                    | 47° 47′ 28″ N, 2° 35′ 49″ O | 9,6            |               |              |
| Trédion                                             | L'ensemble formé par les perspectives du château |             | 24 septembre 1968  | A                       | P                     | 47° 47′ 28″ N, 2° 35′ 49″ O | 2,5            |               |              |
| Vannes                                              | L'ensemble formé par les jardins, le ruisseau et les vieux lavoirs de la Garenne, comprenant les parcelles 1739, 1741, 1742 section K |             | 27 novembre 1935   | A                       | TC                    | 47° 39′ 24″ N, 2° 45′ 20″ O | 0,55           |               |              |
| Vannes                                              | Les jardins de la Garenne, comprenant la parcelle 904 section K |             | 22 juin 1943       | A                       | TC                    | 47° 39′ 24″ N, 2° 45′ 20″ O | 0,01           |               |              |